# وکیل (مجله)
وکیل (به انگلیسی: The Lawyer) یک مجله ماهانه انگلیسی برای وکلای تجاری و مشاوران داخلی است که برای اولین بار در سال ۱۹۸۷ منتشر شد. هر سال این مجله لیستی از ۲۰۰ مؤسسه حقوقی برتر انگلیس و ۱۰۰ مؤسسه حقوقی برتر اروپا (به استثنای انگلستان) منتشر می‌کند.
این یک مجله اسپین آف برای دانشجویان و وکلای مشتاق است.

## جوایز
این مجله چندین جایزه حرفه ای را برای حرفه‌های حقوقی از جمله «جوایز وکلا» و «جوایز حقوقدان اروپایی» اعطا می‌کند.